# Rivalité BYU-Utah State
La  Rivalité BYU-Utah State, aussi surnommée The Battle for the Old Wagon Wheel, est une rivalité intra-étatique dans le football américain universitaire opposant l'équipe des Cougars de l'université Brigham-Young basée à Logan et des Aggies de l'université d'État de l'Utah basée à Provotoutes deux situées en Utah.
La rivalité a débuté en 1922 soit 26 ans avant que le premier trophée dénommé Old Wagon Wheel ne soit décerné au vainqueur.
Le match fait également partie d'une rivalité à trois entre les universités de l'État jouant en NCAA Division I FBS : BYU, Utha et Utah State. Le vainqueur de cette compétition remporte un trophée connu sous le nom de Beehive Boot.

## Histoire
La série a largement été dominée au cours des premières années par Utah State jusqu'en 1974. Au cours des trois décennies suivantes, BYU l'a généralement dominée en remportant dix victoires consécutives avant que les Aggies ne battent les Cougars 31 à 16 le 1er octobre 2010. Avec cette victoire, Utah State a récupéré le trophée pour la première fois depuis 1993. Il est également revenu à Utah State le 3 octobre 2014, lorsqu'ils ont battu BYU 35 à 20.
Depuis 1981, les deux équipes se rencontrent généralement le premier vendredi d'octobre, ce qui a une certaine importance puisque c'est généralement le même week-end où l'Église de Jésus-Christ des saints des derniers jours (LDS) tient sa conférence générale mondiale semestrielle.
La bataille pour l'Old Wagon Wheel est un événement culturel important dans l'État de l'Utah étant donné la rivalité de longue date entre les deux universités et le fait que la majorité leurs étudiants se reconnaissent comme membres de cette Église. De nombreuses familles ayant des liens avec l'Église, à l'intérieur comme à l'extérieur de l'Utah, ont des liens familiaux avec les deux institutions.
BYU a annoncé qu'elle avait annulé les quatre matchs prévus de 2023 à 2026 qu'elle avait acceptés dans son contrat, son passage dans la conférence Big 12 l'obligeant à s'adapter aux calendriers de cette conférence. Le contrat contenait une clause conçue pour un tel scénario en cas de changement d'affiliation à une conférence.
On ne sait pas encore quand la rivalité se poursuivra après 2022.

## Trophée
Le vainqueur du match se voit décerner l'Old Wagon Wheel depuis la saison 1948.
Ce trophée est une vieille roue de chariot utilisé par les pionniers mormons pour traverser les plaines d'Amérique du Nord au milieu des années 1800.
Décerné par les fraternités Blue Key des deux universités, les Aggies l'ont emportée la première année après une victoire 20 à 7 sur les Cougars. Depuis 1948, la roue a parcouru de nombreux kilomètres entre les deux universités à mesure que leur rivalité s'est intensifiée.
BYU a remporté le trophée à 40 reprises pour 25 à Utah State.
Gagner la roue sur le terrain n'est qu'une petite partie de la bataille entre les deux université. Bien que ce ne soit plus pratiqué, la tradition la plus amusante autour de cette roue est son vol. Par le passé, l'université perdante a souvent cherché à récupérer le trophée par des moyens peu légaux. Bien qu'elle soit pratiquée dans un esprit de « tout pour le plaisir », cette tradition a eu son lot de problèmes. La roue a disparu pendant des années après avoir été reprise par des parties n'ayant aucune affiliation avec l'une ou l'autre université.

## Palmarès
Le classement des équipes dans les tableaux ci-dessous est celui de l'Associated Press avant la saison 2014 et celui du comité du College Football Playoff depuis 2014.
| 51 victoires pour BYU          | 37 victoires pour Utah State   | 3 nuls                         |
| Plus large victoire            | BYU, 65–6 (1977)               | BYU, 65–6 (1977)               |
| Plus longue série de victoires | BYU, 10 (1983–1992, 1994–2009) | BYU, 10 (1983–1992, 1994–2009) |
| Série en cours sans défaite    | BYU, 3 (depuis 2019)           | BYU, 3 (depuis 2019)           |

| N° | Date              | Lieu  | Vainqueur  | Score |
| -- | ----------------- | ----- | ---------- | ----- |
| 1  | 7 octobre 1922    | Provo | Utah A.C.  | 42–03 |
| 2  | 12 novembre 1923  | Logan | Utah A.C.  | 40–0  |
| 3  | 7 novembre 1924   | Provo | Utah A.C.  | 13–09 |
| 4  | 24 octobre 1925   | Logan | Utah A.C.  | 14–0  |
| 5  | 15 octobre 1926   | Provo | Nul        | 00–0  |
| 6  | 29 octobre 1927   | Logan | Utah A.C.  | 22–0  |
| 7  | 27 octobre 1928   | Provo | Utah A.C.  | 10–0  |
| 8  | 19 octobre 1929   | Logan | BYU        | 07–06 |
| 9  | 1er novembre 1930 | Ogden | BYU        | 39–14 |
| 10 | 7 novembre 1931   | Ogden | BYU        | 06–0  |
| 11 | 19 novembre 1932  | Provo | BYU        | 18–06 |
| 12 | 18 novembre 1933  | Logan | Utah A.C.  | 14–0  |
| 13 | 3 novembre 1934   | Provo | Utah A.C.  | 15–0  |
| 14 | 16 novembre 1935  | Logan | Utah A.C.  | 27–0  |
| 15 | 17 octobre 1936   | Provo | Utah A.C.  | 13–0  |
| 16 | 13 novembre 1937  | Logan | BYU        | 54–0  |
| 17 | 5 novembre 1938   | Provo | Utah A.C.  | 03–0  |
| 18 | 11 novembre 1939  | Logan | Nul        | 00–0  |
| 19 | 2 novembre 1940   | Provo | BYU        | 12–07 |
| 20 | 1er novembre 1941 | Logan | BYU        | 28–0  |
| 21 | 31 octobre 1942   | Provo | Utah A.C.  | 09–06 |
| 22 | 9 novembre 1946   | Logan | Nul        | 00–0  |
| 23 | 25 octobre 1947   | Provo | BYU        | 27–12 |
| 24 | 23 octobre 1948   | Logan | Utah A.C.  | 20–07 |
| 25 | 5 novembre 1949   | Provo | Utah A.C.  | 22–03 |
| 26 | 4 novembre 1950   | Logan | BYU        | 34–13 |
| 27 | 10 novembre 1951  | Provo | BYU        | 28–27 |
| 28 | 15 novembre 1952  | Logan | Utah A.C.  | 27–26 |
| 29 | 16 novembre 1953  | Provo | Utah A.C.  | 14–07 |
| 30 | 30 novembre 1954  | Logan | Utah A.C.  | 45–13 |
| 31 | 5 octobre 1955    | Provo | Utah A.C.  | 47–21 |
| 32 | 27 novembre 1956  | Logan | Utah A.C.  | 33–07 |
| 33 | 2 novembre 1957   | Provo | BYU        | 14–0  |
| 34 | 1er novembre 1958 | Logan | BYU        | 13–06 |
| 35 | 31 octobre 1959   | Provo | BYU        | 18–0  |
| 36 | 29 octobre 1960   | Logan | Utah State | 34–0  |
| 37 | 4 novembre 1961   | Provo | Utah State | 31–08 |
| 38 | 27 octobre 1962   | Logan | Utah State | 27–21 |
| 39 | 2 novembre 1963   | Provo | Utah State | 26–0  |
| 40 | 31 octobre 1964   | Provo | BYU        | 28–14 |
| 41 | 30 octobre 1965   | Logan | Utah State | 34–21 |
| 42 | 8 octobre 1966    | Provo | BYU        | 27–07 |
| 43 | 4 novembre 1967   | Logan | Utah State | 30–09 |
| 44 | 9 novembre 1968   | Provo | Utah State | 34–08 |
| 45 | 15 novembre 1969  | Logan | BYU        | 21–03 |
| 46 | 24 octobre 1970   | Provo | BYU        | 27–20 |

| N° | Date              | Lieu  | Vainqueur  | Score |
| -- | ----------------- | ----- | ---------- | ----- |
| 47 | 9 octobre 1971    | Logan | Utah State | 29–07 |
| 48 | 23 septembre 1972 | Provo | Utah State | 42–19 |
| 49 | 6 octobre 1973    | Logan | Utah State | 13–07 |
| 50 | 21 septembre 1974 | Provo | Utah State | 09–06 |
| 51 | 8 novembre 1975   | Logan | BYU        | 24–07 |
| 52 | 23 octobre 1976   | Provo | BYU        | 45–14 |
| 53 | 24 septembre 1977 | Logan | #20 BYU    | 65–06 |
| 54 | 7 octobre 1978    | Provo | Utah State | 24–07 |
| 55 | 13 octobre 1979   | Logan | #16 BYU    | 48–24 |
| 56 | 18 octobre 1980   | Logan | BYU        | 70–46 |
| 57 | 2 octobre 1981    | Provo | #10 BYU    | 32–26 |
| 58 | 30 octobre 1982   | Logan | Utah State | 20–17 |
| 59 | 29 octobre 1983   | Provo | #15 BYU    | 38–34 |
| 60 | 24 novembre 1984  | Provo | #1 BYU     | 38–13 |
| 61 | 9 novembre 1985   | Logan | #18 BYU    | 44–0  |
| 62 | 6 septembre 1986  | Provo | #18 BYU    | 52–0  |
| 63 | 2 octobre 1987    | Provo | BYU        | 45–24 |
| 64 | 30 septembre 1988 | Provo | BYU        | 38–03 |
| 65 | 30 septembre 1989 | Logan | BYU        | 37–10 |
| 66 | 24 novembre 1990  | Provo | #4 BYU     | 45–10 |
| 67 | 4 octobre 1991    | Provo | BYU        | 38–10 |
| 68 | 2 octobre 1992    | Provo | BYU        | 30–09 |
| 69 | 30 octobre 1993   | Logan | Utah State | 58–56 |
| 70 | 30 septembre 1994 | Provo | BYU        | 34–06 |
| 71 | 4 octobre 1996    | Logan | #21 BYU    | 45–17 |
| 72 | 3 octobre 1997    | Provo | #24 BYU    | 42–35 |
| 73 | 1er octobre 1999  | Logan | BYU        | 34–31 |
| 74 | 6 octobre 2000    | Provo | BYU        | 38–14 |
| 75 | 5 octobre 2001    | Provo | #20 BYU    | 54–34 |
| 76 | 4 octobre 2002    | Logan | BYU        | 35–34 |
| 77 | 23 novembre 2006  | Provo | BYU        | 38–0  |
| 78 | 3 octobre 2008    | Logan | #8 BYU     | 34–14 |
| 79 | 2 octobre 2009    | Provo | #20 BYU    | 35–17 |
| 80 | 1er octobre 2010  | Logan | Utah State | 31–16 |
| 81 | 30 septembre 2011 | Provo | BYU        | 27–24 |
| 82 | 5 octobre 2012    | Provo | BYU        | 06–03 |
| 83 | 4 octobre 2013    | Logan | BYU        | 31–14 |
| 84 | 3 octobre 2014    | Provo | Utah State | 35–20 |
| 85 | 28 novembre 2015  | Logan | BYU        | 51–28 |
| 86 | 26 novembre 2016  | Provo | BYU        | 28–10 |
| 87 | 29 novembre 2017  | Logan | Utah State | 40–24 |
| 88 | 5 octobre 2018    | Provo | Utah State | 45–20 |
| 89 | 2 novembre 2019   | Logan | BYU        | 42–14 |
| 90 | 1er octobre 2021  | Logan | #13 BYU    | 34–20 |
| 91 | 29 septembre 2022 | Provo | #19 BYU    | 38–26 |

## Articles annexes
- Liste des matchs de rivalité en football américain universitaire de la NCAA